# The Mummy's Hand
The Mummy's Hand is een Amerikaanse horrorfilm uit 1940, geproduceerd door Ben Pivar voor Universal Pictures Company. Hoofdrollen werden vertolkt door Dick Foran, Peggy Moran en Wallace Ford.

## Verhaal
Een archeoloog en zijn vriend proberen na wat tegenslag te hebben gehad vanuit Caïro terug te keren naar New York. Op een straatmarkt koopt de archeoloog een oude gebroken vaas die mogelijk het geheim bevat achter de locatie van de tombe van de Egyptische prinses Ananka. Het duo krijgt van een excentrieke magiër genaamd de Great Solvani en zijn dochter het geld dat ze nodig hebben om een expeditie op touw te zetten.
De twee trekken met een groep werkers de woestijn in. Ze vinden de tombe, maar al snel slaat bij de werkers de paniek toe en ze laten het duo in de steek. Al snel blijkt waarom. De tombe wordt bewaakt door een sinistere priester en een levende mummie genaamd Kharis. De priester gebruikt Kharis als instrument om indringers uit de weg te ruimen. Hiervoor gebruikt de priester een speciale vloeistof gemaakt van planten. Deze vloeistof giet hij telkens uit bij een van de slachtoffers om Kharis naar zijn doelwit te leiden.
Uiteindelijk slagen de twee erin zich van Kharis te ontdoen en de mummie te verslaan.

## Rolverdeling
| Acteur             | Personage                                  | Opmerkingen          |
| ------------------ | ------------------------------------------ | -------------------- |
| Dick Foran         | Steve Banning                              |                      |
| Peggy Moran        | Marta Solvani                              |                      |
| Wallace Ford       | Babe Jenson                                |                      |
| Eduardo Ciannelli  | De Hogepriester                            | als Eduardo Cianelli |
| George Zucco       | Professor Andoheb, Hogepriester van Karnak |                      |
| Cecil Kellaway     | de Grote Solvani                           | als Cecil Kelloway   |
| Charles Trowbridge | Dr. Petrie van het Cairo museum            |                      |
| Tom Tyler          | Kharis, de mummie                          |                      |
| Sig Arno           | de bedelaar                                | als Siegfried Arno)  |

## Achtergrond
De manier waarop de priester Kharis naar zijn slachtoffers lokt, werd ook gebruikt in de film "The Flying Serpent".
Hoewel de film vaak wordt gezien als een vervolg op de film The Mummy, bevat de film een opzichzelfstaand verhaal zonder de personages uit die film. De film is meer een soort semi-remake van het origineel. Wel werden scènes uit “The Mummy” gebruikt in deze film voor de flashbackscènes.
Dit was de enige film waarin Tom Tyler de rol van de mummie vertolkte. In de erop volgende films werd hij vervangen door Lon Chaney, Jr..